# ブラックフィッシュ (映画)
『ブラックフィッシュ』（Blackfish）は、ガブリエラ・カウパースウェイト監督によるドキュメンタリー映画。2013年に公開。アメリカフロリダ州のシーワールドのシャチがトレーナーを殺した事故について言及し、それを通じて海洋哺乳類をエンタテイメント産業の一環として利用する産業そのものとシーワールドに対してその意義を問いかけている。日本国内では未公開。原題はネイティブ・アメリカンの言葉でシャチの意味を持つ。

## 背景
2013年1月にサンダルス映画祭にて初公開された。
第19回放送映画批評家協会賞でドキュメンタリー賞を受賞。

## 概要
事件では2010年2月、雄のシャチであるティリクムがトレーナーをショーの最中に殺害した。本作は前述の事件を中心に据えつつ、ティリクムがシーワールドに来た由縁や今までシーワールドで起きたシャチの事故とそれに対するシーワールド側の対応などを、シーワールドの元シャチのトレーナーのインタビューや、パフォーマンスや事故の映像、音声などに基づいて構成している。最終的にはシーワールド側にシャチのショーの停止とシャチたちの自然への回帰を促している。

## 社会的影響
ナショナル・ジオグラフィックでは非公式に呼ばれる「ブラックフィッシュ効果」について言及している。シーワールドは同映画を事実的にも科学的にも反しているとして非難した。また、この映画の後に起きた署名活動の影響を受けてベアネイキッド・レディースやウィリー・ネルソン、ハートがシーワールド・オーランドでのパフォーマンスをキャンセルした。
この映画がきっかけとなり、シャチの扱いをめぐってシーワールドに対する圧力や抗議の声が高まった。シーワールドの来場者数は減少し、2014年の第2四半期（4月から6月）の収益が予想を下回り、2014年通期の業績見通しも下方修正された。この発表により、シーワールドの株価は大きく下落、2014年8月12日には株価は前年比22%下落し、さらに翌13日には前日比32.86%下落した。放映による業績の低迷を受けて、2016年3月17日、シーワールド・エンターテインメントはシャチの繁殖とショーを中止すると発表した。

## シーワールドによる反論
シーワールドは映画の二つの基軸である「シーワールドでの生活はシャチとトレーナーたちに有害な物である」ということと「シーワールドがドーン・ブランショーの死の真相を隠そうとした」、およびティリクムの歴史が嘘であるとした。具体的な指摘として、以下の点を列挙している。
- 映画ではシャチの収集に関して虚偽で感情操作を意図する情報を並べている。
- 映画はシャチの経験が少ない、もしくは近年20年近くシーワールドで働いていない元職員の証言に基づいて作られている。
- 映画は科学者に扮している動物愛護活動家の証言に基づいている。
- 映画は彼らの叙述をごまかすために、ドーン・ブランショーの死について長々と述べている。
- ブランショーの死についての話の稚拙さと証言の偽りをごまかすために、映画ではティリクムが精神的に不安定で攻撃的になったと主張している。
- 映画ではティリクムがトレーナーから隠されており、シーワールドがトレーナーの安全に対して無関心であるとしている。

## 受賞歴
優勝
2013年
- Las Vegas Film Critics Society Awards ベストドキュメンタリー賞
- Satellite Awards ベストモーションピクチャーズ賞、ドキュメンタリー賞
- St. Louis Film Critics Association, US  ベストドキュメンタリー賞
- Washington DC Area Film Critics Association Awards ベストドキュメンタリー賞

2014年
- Golden Trailer Awards　ベストドキュメンタリー賞

第二位
2013年
- Boston Society of Film Critics Awards ベストドキュメンタリー賞
- Florida Film Critics Circle Awards ベストドキュメンタリー賞
- Southeastern Film Critics Association Awards ベストドキュメンタリー賞

## 参考抄
- 「調教師を殺したシャチ、今後も「飼育下」に」AFP BB News
- “Truth About Blackfish”.   シーワールド. 2015年12月31日時点のオリジナルよりアーカイブ。2016年7月12日閲覧。